# Il grande sentiero (film 1964)
(Edward G. Robinson guardando un ritratto di Abramo Lincoln)
Il grande sentiero (Cheyenne Autumn) è un film western del 1964 diretto da John Ford, ispirato al romanzo The Last Frontier del 1941 di Howard Fast.
La trama segue fedelmente (a parte il risvolto romantico tra Archer e Miss Wright) la reale tragica vicenda dei Cheyenne settentrionali di Piccolo Lupo (Ohkohmgache) e Coltello Spuntato (Tahmelepashme) e della loro "lunga marcia" nel 1878.

## Trama
Il racconto prende le mosse dal settembre 1878. La tribù dei Cheyenne settentrionali è rinchiusa nelle riserve nell'Oklahoma, in una zona arida dove scarseggia il cibo. Memori delle loro origini nelle verdi terre e delle promesse non mantenute dai bianchi (fra cui i viveri che non arrivano, essendo attesi dagli Indiani, fermi sotto il sole per un'intera giornata all'agenzia) circa 300 Cheyenne, guidati da Piccolo Lupo e Coltello Spuntato, decidono di lasciare la riserva per tornare alle loro terre dello Yellowstone attraverso un percorso di 1.500 miglia; ad essi si unisce Deborah Wright, la giovane e bella figlia del pastore protestante, maestra nella scuola della riserva molto legata ai bambini Cheyenne, corteggiata da un ufficiale del locale reggimento di cavalleria, cap. Thomas Archer. Arriveranno i soldati per riportare la tribù alla riserva, a costo di massacrarla per calmare la diffusione incontrollata di falsi allarmi per gli inesistenti massacri dei quali si pretende che i Cheyenne siano responsabili. 
Giunto l'inverno, particolarmente rigido, i Cheyenne, rimasti senza cibo, braccati dalle truppe di Fort Wallace, Fort Hays, Fort Dodge, Fort Riley e Fort Kearny, mentre reparti di Fanteria presidiano la pianura tra il Cimarron e il Platte, e racchiusi da una catena di guarnigioni militari allertate, dopo aver tenuto in scacco circa 10.000 / 13.000 militari e circa 6.000 civili organizzati in milizie civiche varie, al termine di un concilio, intorno alla metà di ottobre decidono di separarsi, un gruppo proseguendo la marcia verso il fiume Tongue (per rifugiarsi presso i Lakota) e i tradizionali territori della Nazione, e l'altro rassegnandosi alla resa a Fort Robinson, dove vengono rinchiusi.
Giunto a Fort Robinson, all'inizio del gennaio 1879, l'ordine per il comandante, cap. Oscar (in realtà Heinrich) Wessels di rispedire i fuggiaschi in Oklahoma, i Cheyenne, rinchiusi in un edificio adibito a prigione e privati delle razioni di cibo, si ribellano nuovamente il 9 gennaio 1879. Usando qualche coltello e ricomponendo i pochi fucili precedentemente smontati e nascosti sotto le vesti delle donne, con quelle poche armi danno battaglia per uscire dal forte; uomini, donne e bambini vengono quasi tutti uccisi, nel piazzale del forte o fuori delle palizzate, oppure non sopravviveranno al freddo e alla fame. Soltanto una manciata di superstiti otterrà alla fine, grazie all'intercessione del cap. Archer presso il Ministro degli Interni (all'epoca competente anche per le riserve indiane), gen. Carl Schurz il permesso di raggiungere l'altro gruppo in una riserva nelle terre degli avi, dove, però, la riunione fra i due capi, da sempre amici e compagni d'armi, avrà una fine amara, con l'uccisione da parte di un capo del figlio dell'altro, colpevole di avergli rubato la moglie più giovane, e con la partenza solitaria del primo, insieme alla moglie meno giovane, lasciando il comando del popolo unicamente al secondo.

## Produzione

### Riprese
Il film è stato girato nella Monument Valley, "marchio di fabbrica" del regista, e a Gunnison in Colorado.

### Tagline
1500 miles of heroism and incredible adventure! (1500 miglia di eroismo e incredibile avventura!)

## Critica
Fu un insuccesso al botteghino, e anche la critica avanzò qualche perplessità per una certa mancanza di amalgama tra le parti del film, che risulta essere «un atto riparatore nei confronti degli indiani».

## Curiosità
Nei passaggi televisivi questo film è stato quasi sempre amputato della parte in cui appare Wyatt Earp (interpretato da James Stewart).

## Influenza culturale
Nel 1985 sul fumetto Tex si dipanò per tre albi una storia ispirata a questo film, intitolata Riserva indiana.